# Blues électrique
Genres dérivés
Blues rock, British blues, Texas blues, hard rock, heavy metal,, soul
Genres associés
Rhythm and blues, rock 'n' roll, rock
Le blues électrique est un sous-genre musical du blues qui se distingue par l'utilisation d'instruments avec amplificateur, qu'il s'agisse d'une guitare, d'une basse ou d'un harmonica. Le blues électrique existe dans de nombreux courants régionaux de blues, comme le Chicago blues, le Texas blues ou le Memphis blues. Le blues électrique émerge au milieu des années 1950. La première vague de musiciens de blues électrique américains a inspiré la scène british blues des années 1960 avec des artistes comme John Mayall & the Bluesbreakers, Eric Clapton, The Yardbirds et la première incarnation de Fleetwood Mac, ainsi que des groupes de rock aussi connus que Led Zeppelin ou The Rolling Stones.

## Histoire

### Origines

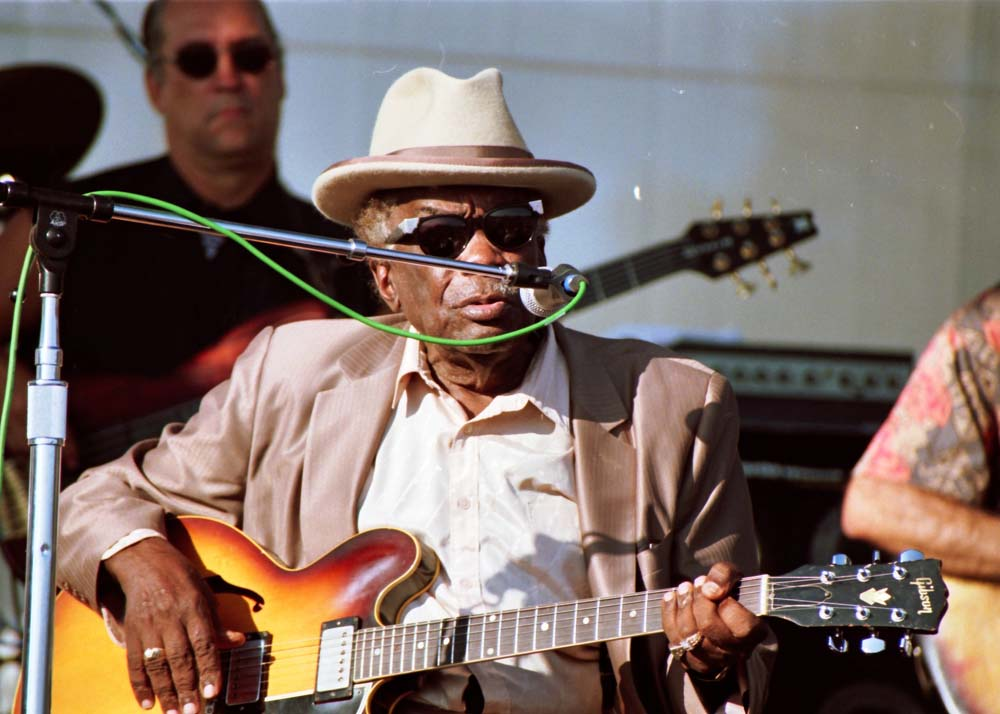
John Lee Hooker a créé son propre style de blues et l'a renouvelé de nombreuses fois au fil de sa carrière.

Le blues, comme le jazz, commence probablement à s'amplifier pendant les années 1930. T-Bone Walker est généralement considéré comme la première célébrité du blues électrique ; né au Texas et après avoir emménagé à Los Angeles pour ses enregistrements au début des années 1940, il mêle le blues à des éléments de R&B et de jazz pendant sa longue carrière prolifique.
Après la Seconde Guerre mondiale, la musique blues amplifiée se popularise dans les villes américaines qui assistent à une immense migration des afro-américains telles que Chicago, Memphis, Détroit, et St. Louis. En jouant lors de petites soirées, les groupes de blues électrique modernes se popularisent modérément contrairement au plus grand nombre de groupes de jazz. À ses débuts, le genre fait usage de guitare électrique amplifiée, de contrebasse (progressivement remplacée par la guitare basse), de la batterie, et d'un harmonica joué par microphone.
À la fin des années 1940, les artistes de blues basés à Chicago commencent à utiliser l'amplification, comme John Lee Williamson et Johnny Shines. Les premiers enregistrement de ce style nouveau se déroulent en 1947 et 1948 avec des musiciens comme Johnny Young, Floyd Jones, et Snooky Pryor. Le format est ajusté par Muddy Waters. Son I Can't Be Satisfied (1948) est suivi d'une série d'albums à succès. Le Chicago blues s'inspire du style Mississippi blues, du fait qu'un grand nombre de musiciens se soit exilés dans cette ville depuis le Mississippi. Howlin' Wolf, Muddy Waters, Willie Dixon et Jimmy Reed sont tous né dans le Mississippi et se sont délocalisé à Chicago pendant la grande migration. Hormis la guitare électrique, l'harmonica, et la section rythmique de la basse et de la batterie, certains musiciens, comme J. T. Brown qui jouait dans les groupes d'Elmore James ou de J. B. Lenoir, utilisent également le saxophone. Little Walter, Sonny Boy Williamson (Rice Miller) et Big Walter Horton sont parmi les premiers meilleurs joueurs d'harmonica de la scène Chicago blues à ses débuts. Muddy Waters et Elmore James son mieux connus pour leur utilisation de la guitare électrique. Howlin' Wolf et Muddy Waters le sont eux pour leur voix « graveleuse ». Le bassiste Willie Dixon a joué un rôle important dans la scène Chicago blues. Il a écrit et composé de nombreuses chansons standards telles que Hoochie Coochie Man, I Just Want to Make Love to You, Wang Dang Doodle, Spoonful et Back Door Man pour Howlin' Wolf. La plupart des artistes de Chicago blues enregistraient dans les studios des labels Chess Records et Checker Records, et dans quelques petits labels de blues de l'époque dont Vee-Jay Records et J.O.B. Records.

### Années 1950
À la fin des années 1950, le style West Side blues émerge à Chicago grâce à des figures importantes comme Magic Sam, Jimmy Dawkins, Magic Slim et Otis Rush. Les clubs West side sont plus accessible pour un public blanc, mais les musiciens étaient majoritairement noirs, ou métis. Le West side blues incorpore des éléments de blues rock mais est plus centré sur les formes standards et traditionnelles des chansons de blues. Albert King, Buddy Guy, et Luther Allison possèdent un style West Side dominé par une guitare lead électrique amplifiée,.
Memphis, et sa scène blues acoustique émergente basée à Beale Street, développe également un son tiré blues électrique au début des années 1950. Le label Sun Records de Sam Phillips produit des musiciens tels que Howlin' Wolf (avant son départ pour Chicago), Willie Nix, Ike Turner, et B.B.King. D'autres musiciens de Memphis impliqués chez Sun Records sont Joe Hill Louis, Blind Willie Johnson et Pat Hare qui intronisent les techniques de la guitare électrique telles que la distorsion et les accords, anticipant les éléments du heavy metal,. Ils inspireront par la suite les musiciens de ces styles, notamment ceux du rock 'n' roll et du rockabilly, en particulier ceux qui jouent chez Sun Records. Après la découverte d'Elvis Presley par Phillips en 1954, le label Sun commence à produire du rock 'n' roll.